# Fernando Vázquez Pena
Fernando Vázquez (O Pino, 24 d'octubre de 1954) és un entrenador de futbol gallec. Com a jugador, havia fet de migcampista.

## Trajectòria
Era un professor d'anglès a la vila gallega de Lalín, amb un discreta carrera com a jugador en equips de categories regionals de Galícia. Aquesta vinculació amb el futbol el duu a fer-se càrrec del conjunt local d'on exerceix com a mestre, el CD Lalín, el 1986. Cinc anys després, salta al Racing de Ferrol i la temporada 94/95, al CD Lugo, de Segona Divisió B.
L'estiu de 1995 fitxa per la SD Compostela. El conjunt compostel·là viu la seua època daurada, en Primera Divisió espanyola, i Fernando Vázquez aconsegueix signar dues grans temporades. La temporada 97/98, però, el rendiment de l'equip gallec decau, i és destituït a la jornada 28. A les postres, el Compostela perdria la categoria en caure a la promoció davant el Vila-real CF.
Continua a la màxima categoria dirigint el Reial Oviedo la 98/99 i el RCD Mallorca a la següent. Per la temporada 00/01 marxa al Reial Betis. El club andalús busca el seu retorn a Primera, i Vázquez serà substituït a la jornada 29. Posteriorment, durant les tres campanyes següents, entrena a tres equips de Primera, UD Las Palmas, Rayo Vallecano i Reial Valladolid, que acaben descendint a categoria d'argent.
Amb aquest bagatge retorna a Galícia el 2004. Fitxa pel Celta de Vigo, i eixa mateixa temporada, els de Balaídos pugen de nou a primera divisió. Vázquez dirigeix els viguesos dues campanyes a la màxima categoria, fins a ser acomiadat a l'abril de 2007.
Entre 2005 i 2008 es fa càrrec, junt Arsenio Iglesias, de la Selecció gallega de futbol.
La temporada 2012-13 és contractat pel Deportivo de La Coruña, substituint després de la jornada 23 el tècnic portuguès Domingos Paciência, que a la vegada havia substituït José Luis Oltra. Després de dues derrotes els dos primers partits, va encadenar una sèrie de bons resultats que van fer sortir l'equip de la zona de descens, quan unes jornades abans havia arribat a estar 9 punts per sota de la salvació. Al final de la lliga, diverses derrotes a les últimes jornades van condemnar el Deportivo a Segona Divisió. Tot i així, la seva bona manera de dirigir l'equip va provocar que, un cop acabada la temporada, renovés per dues temporades, amb una més si l'equip estigués a Primera Divisió.
El juliol de 2014 el Deportivo va anunciar la destitució de Fernando Vázquez, un mes després del retorn de l'equip gallec a la Lliga BBVA, provocada per les seves crítiques a la política de fitxatges del club.
El 19 de gener de 2016, després de prop de 18 mesos sense club, Vázquez fou fitxat pel RCD Mallorca. Molt amenaçat pel descens, el va evitar en el darrer partit. Vázquez fou destituït el 6 de desembre de 2016, després d'una sola victòria en sis partits.